# Zarzal
Zarzal è un comune della Colombia facente parte del dipartimento di Valle del Cauca. 
Il centro abitato venne fondato da Jose María Aldana y Margarita Girón nel 1809, mentre l'istituzione del comune è del 1909.